# Masterpiece (bài hát của Madonna)
"Masterpiece" là một bài hát của ca sĩ người Mỹ Madonna nằm trong bộ phim W.E. (2001) cũng như album phòng thu thứ 12 của cô, MDNA (2012). Nó được phát hành chính thức trên sóng phát thanh tại Vương quốc Anh vào ngày 2 tháng 4 năm 2012, để quảng bá album. Madonna đã sáng tác bài hát với Julie Frost và Jimmy Harry, cũng như sản xuất với William Orbit. "Masterpiece" là một bản pop ballad mang đậm phong cách của những tác phẩm trước trong thập niên 1990 của nữ ca sĩ. Bài hát nhận được những phản ứng tích cực từ các nhà phê bình đương đại, trong đó họ ca ngợi nội dung và giọng hát của Madonna.
"Masterpiece" giành chiến thắng hạng mục Bài hát gốc xuất sắc nhất tại giải Quả cầu vàng lần thứ 69, nhưng lại không đủ điều kiện để lọt vào hạng mục tương tự tại giải Oscar lần thứ 84. Đề cử tại Quả cầu vàng còn gây ra một cuộc đối đầu trên thảm đỏ giữa Madonna và ca sĩ Elton John. "Masterpiece" đạt vị trí số một tại Nga, và lọt vào các bảng xếp hạng tại Cộng hòa Séc, Nhật Bản, Hàn Quốc và Vương quốc Anh. Nó đã được Madonna trình diễn trong chuyến lưu diễn The MDNA Tour (2012), và là một điểm nhấn của chương trình.

## Xếp hạng
| Bảng xếp hạng (2012)                         | Vị trí cao nhất |
| -------------------------------------------- | --------------- |
| Cộng hòa Séc (Rádio Top 100)                 | 58              |
| Nhật Bản (Japan Hot 100)                     | 77              |
| Russia (Billboard Russia Airplay)            | 1               |
| South Korea (Gaon International Music Chart) | 147             |
| Anh Quốc (OCC)                               | 68              |

## Lịch sử phát hành
| Quốc gia       | Ngày               | Định dạng           | Nhãn            |
| -------------- | ------------------ | ------------------- | --------------- |
| Vương quốc Anh | 2 tháng 4 năm 2012 | Hit radio đương đại | Polydor Records |